# Emmanuelle Rol
Emmanuelle Rol (* 6. August 1986) ist eine Schweizer Seglerin. Zusammen mit Anne-Sophie Thilo segelt sie in der Bootsklasse 470er Jolle.
1994 begannen Rol und Thilo in der Optimist-Klasse zu segeln, vier Jahre später nahmen sie erstmals an internationalen Regatten teil. 2001 erfolgte der Umstieg auf die 420er Jolle. In dieser Klasse wurden sie 2002 Vierte der Junioren-Europameisterschaft und U17-Weltmeister sowie 2004 Junioren-Weltmeister. Ab 2005 segelten sie mit der 470er Jolle und gewannen im selben Jahr die Silbermedaille bei der Junioren-Europameisterschaft. 2006 folgten der Europameistertitel und der Vizeweltmeistertitel der Junioren. 2008 gelang ihnen mit dem zweiten Platz bei der Europameisterschaft der bisher grösste Erfolg. Bei den olympischen Segelwettbewerben 2008 in Qingdao erreichten sie den 17. Platz.
Rol ist Mitglied des Club Nautique de Pully und gehört dem Nationalkader des Schweizerischen Segelverbandes an. Sie ist Studentin an der ETH Lausanne.